# 단목초등학교
단목초등학교는 대한민국 경상남도 진주시 대곡면 오방로 6 (단목리)에 있었던 공립 초등학교이다.

## 연혁
- 1948년 5월 14일 대곡국민학교 단목분교장 개교
- 1953년 6월 30일 단목국민학교로 승격
- 1980년 3월 5일 병설유치원 개원
- 1996년 3월 1일 단목초등학교로 개칭
- 2006년 2월 21일 제53회 졸업식(총 2,695명)
- 2006년 9월 1일 폐교